# Aachener Studentenorchester

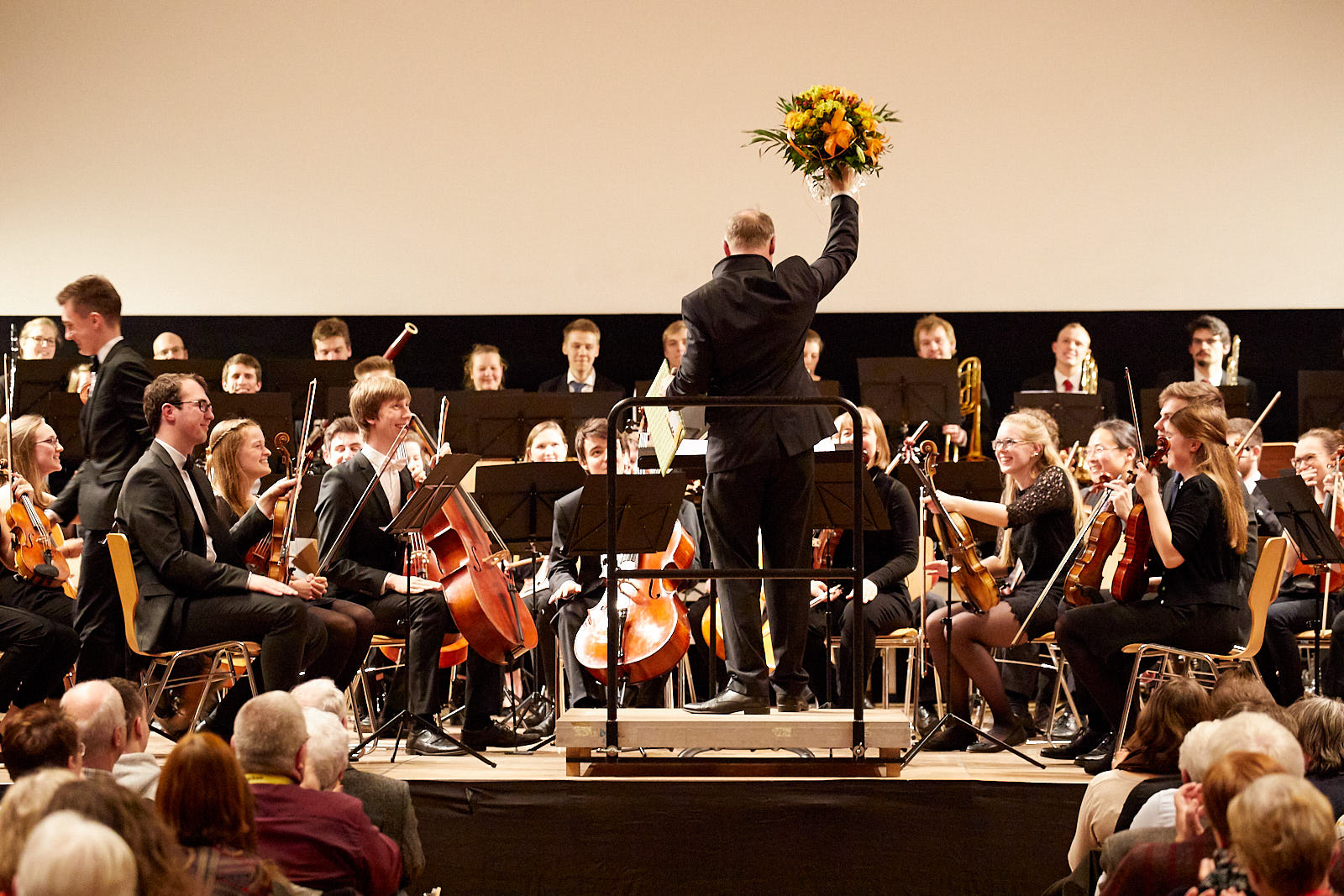
Das Aachener Studentenorchester nach einem Konzert mit Dirigent Herbert Görtz

Das Aachener Studentenorchester (ASO) ist ein Sinfonieorchester. Es wurde im Jahr 1989 in studentischer Eigeninitiative von Mitgliedern des Collegium Musicum der RWTH Aachen gegründet und ist mittlerweile das größte studentische Instrumentalensemble der Städteregion Aachen. Das Orchester hat rund 90 Mitglieder, hauptsächlich Studentinnen und Studenten der Aachener Hochschulen, vornehmlich der RWTH Aachen. Seit 2022 wird es von Harry Vorselen dirigiert.

## Geschichte
Ende der 1980er Jahre war das studentische Kulturangebot in Aachen noch schwach ausgeprägt. Das Collegium Musicum bestand bereits seit mehreren Jahrzehnten, war allerdings lediglich kammermusikalisch besetzt und konzertierte einmal jährlich am Totensonntag, weshalb der Wunsch nach einem romantisch besetzten Sinfonieorchester zunächst 1988 von Rolf Becher formuliert und im Frühjahr 1989 umgesetzt wurde. Das erste Konzert fand am 3. Februar 1990 in der Aula 1 der RWTH Aachen statt. Erster Chefdirigent wurde der Pianist und Dirigent Wolfgang Spitz, der das Orchester bis 1991 leitete. Zwischen 1991 und 2000 übernahm der Komponist und Dirigent Roland Vossebrecker die Leitung des ASO, während dieser Zeit wurden erstmals große Werke wie die 3. Sinfonie (Rheinische Sinfonie) von Schumann oder Ein deutsches Requiem von Brahms aufgeführt.
Zur Jahrtausendwende übernahm der ausgebildete Kirchenmusiker Christian Schmitz das Orchester. 2006 nahm das Orchester erstmals unter der Leitung von Reiner Schuhenn am Festival international de musique universitaire (FIMU) in Belfort, Frankreich, teil, wo es bis heute regelmäßig auftritt. In dieser Zeit stieg die Mitgliederzahl auf 75 Musiker an. Als Schmitz im Jahr 2012 aus beruflichen Gründen das Rheinland verließ, bestand bereits ein enger Kontakt zu Reiner Schuhenn (damals Rektor der Musikhochschule Köln), sodass dieser 2012 Chefdirigent des Orchesters wurde. Unter seiner Leitung wuchs das Orchester auf ein Niveau heran, welches sich mit dem professioneller Orchester vergleichen lässt. Auch das musikalische Portfolio wurde erweitert. Beispielsweise nahm das Orchester zum 25. Jubiläum das zeitgenössische 1. Violinkonzert von Philip Glass in sein Repertoire auf und brachte im Jahr 2016 Mahlers 1. Sinfonie zur Aufführung. Schuhenn etablierte zudem eine Kooperation mit der Kölner Musikhochschule, in deren Rahmen sich das Orchester für die Abschlussprüfungen der Studenten in diesem Fach zur Verfügung stellt.
Als Schuhenn 2018 das Orchester abgab, übernahm übergangsweise zunächst für ein Semester Herbert Görtz (Rektor des Standortes Aachen der Kölner Musikhochschule) die Leitung. Während dieser Zeit nahm das Orchester erstmals Bewerbungen von Dirigenten entgegen und wählte Christian Ludwig als Schuhenns Nachfolger. Da Ludwig allerdings im Wintersemester 2018/19 zur Zeit der regelmäßigen Proben verhindert war, übernahm Görtz für ein weiteres Semester die Leitung des mittlerweile 90-köpfigen Orchesters. Unter Görtz' Leitung brachte das Orchester das Cellokonzert von Dvořák mit der Solocellistin der Frankfurter Oper Sabine Krams als Solistin zur Aufführung, sowie Bruckners 7. Sinfonie. Christian Ludwig dirigierte das Orchester dann zwischen 2019 und 2022. Zu seinem Abschied im Januar 2022 führte das Orchester unter anderem das Hornkonzert von Reinhold Glière zusammen mit dem Solohornisten des hr-Sinfonieorchesters Marc Gruber auf.
Nachfolger von Christian Ludwig wurde 2022 der Niederländer Harry Vorselen. Unter seiner Leitung realisierte das Orchester groß angelegte, anspruchsvolle Werke wie Gustav Mahlers Das Lied von der Erde, Vaughan Williams’ A Sea Symphony in Kooperation mit dem Aachener Studierendenchor der KHG, sowie Die Planeten von Gustav Holst.
Ebenfalls 2022 etablierte sich eine Kooperation mit der UNICEF-Hochschulgruppe. Seitdem spielt das ASO jeden Sommer im Elisenbrunnen ein Benefizkonzert zugunsten verschiedener UNICEF-Hilfsprojekte. In den bisher vier Auflagen kamen dabei mehrere tausend Euro zusammen.

## Chefdirigenten
- 1989–1991: Wolfgang Spitz
- 1991–2000: Roland Vossebrecker
- 2000–2012: Christian Schmitz
- 2012–2018: Reiner Schuhenn
- 2018–2019: Herbert Görtz
- 2019–2022: Christian Ludwig
- seit 2022: Harry Vorselen

## Organisation
Als gemeinnütziger Verein wird das Orchester ehrenamtlich von einem jährlich gewählten Vorstand geführt. Da in einem studentischen Orchester die Mitglieder nach Abschluss des Studiums häufig mit dem Verlassen der Stadt auch das Orchester verlassen, organisiert der Vorstand jeweils zum Semesterbeginn Vorspiele um Abgänge zu kompensieren. Hierbei werden neue Mitglieder in Anwesenheit der Stimmführer und des Vorstandes ausgewählt. Die Bewerbung der Kandidaten erfolgt online. Da die Anfrage nach Plätzen hoch ist, werden für jede Instrumentengruppe Wartelisten verwaltet, mit Musikern, die beim nächsten Vorspiel eingeladen werden.
Die studentischen Ensembles der Stadt kooperieren untereinander, um unter anderem Terminkollisionen oder Besetzungsprobleme zu vermeiden. Beispielsweise werden die Instrumente im Schlagwerk gemeinsam genutzt oder, wenn in anderen Ensembles manche Stimmgruppen unterbesetzt sind, werden häufig Kandidaten von den Wartelisten empfohlen oder es helfen aktive Mitglieder aus.
Die Wahl des gespielten Programms erfolgt demokratisch. Jedes Mitglied kann während der Spielzeit Vorschläge für die kommende Spielzeit machen, diese werden dann von Dirigent und Stimmführern auf Spielbarkeit überprüft und anschließend zur Abstimmung gestellt. Meist sind die Programme klassische Konzertprogramme in der Form Ouvertüre – Solokonzert – Sinfonie und folgen in sich einem Motiv wie Thema, Herkunft oder Stil, dafür gibt es allerdings keinerlei Regeln.

## Arbeitsphase
Die Probenarbeit des Orchesters beginnt jedes Semester zu Vorlesungsbeginn. Neben wöchentlichen Proben wird das Konzertprogramm auch an mehreren Probentagen und einem Probenwochenende erarbeitet. Zusätzlich finden regelmäßig Registerproben unter der Leitung von Dozenten des Sinfonieorchesters Aachen statt. Gegen Ende der Vorlesungszeit veranstaltet das Orchester jeweils 2 Konzerte. Außerhalb des regulären Betriebs tritt das ASO regelmäßig beim Festival International de Musique Universitaire sowie der Internationalen Chorbiennale in Aachen auf.
Durch die Kooperation mit der HfMT Köln stellt sich das ASO als Orchester für die Prüfungen der Dirigierstudenten Professor Reiner Schuhenns zur Verfügung. Diese Prüfungen erfolgen häufig als Konzert im Saal der HfMT Köln. Weiterhin erhält das Orchester in einer Kooperation mit der Robert-Schumann-Hochschule Düsseldorf Konzertaufnahmen in Surround Technik. 

## Rezeption
Beim Festival International de Musique Universitaire (FIMU; deutsch Internationales Festival für Hochschulmusik) 2016 wurde das Aachener Studentenorchester vom französischen Fernsehsender France 3 in der Kategorie klassische Musik als Favorit ausgewählt.